# The Saturdays
The Saturdays – brytyjsko-irlandzki girlsband założony w 2007 roku i wykonujący muzykę pop. W jego skład wchodzą: Frankie Bridge, Rochelle Wiseman, Vanessa White, Mollie King oraz Una Healy. Dziewczyny znane są dzięki przebojom If This Is Love oraz Up.

## Historia zespołu
Grupa została założona latem 2007 roku i związana jest z wytwórnią Polydor Records. Pierwsze występy odbywały się jako support na trasie koncertwowej Tangled Up Tour brytyjskiego zespołu Girls Aloud. Debiutancki singiel If This Is Love został wydany 28 lipca 2008 roku. Dotarł na ósmą pozycję listy UK Singles Chart. Drugi singiel zatytułowany Up uplasował się na 5. pozycji w Wielkiej Brytanii. Sporą popularnością cieszył się także w Irlandii i Bułgarii.
Chociaż debiutancki album zespołu zatytułowany „Chasing Lights” nagrywany był w maju i czerwcu to brytyjska jego premiera miała miejsce dopiero 27 października 2008 roku. Krążek uplasował się na 11. miejscu listy 'UK Albums Chart'. W pierwszym tygodniu sprzedaży znalazł ponad 20 tysięcy nabywców i pokrył się złotem.
Singiel What About Us wydany w Wielkiej Brytanii 16 Marca 2013 roku z wynikiem 114 tys. egzemplarzy w pierwszym tygodniu, został pierwszym numerem 1 UK Singles Chart.
Ciekawostką jest, że singiel Up grany był w reklamie amerykańskiej produkcji Brzydula Betty.

## Członkinie zespołu

### Mollie King
Urodziła się 4 lipca 1987 roku. Pochodzi z Surrey. Związna była z zespołem „Fallen Angelz”. Inspiracją dla niej jest Britney Spears. Startowała w programie „Singing With The Enemy” nadawanym przez telewizję BBC3.

### Una Healy
Jest najstarsza w zespole. Urodziła się 10 października 1981 roku w Irlandii. Pisze teksty piosenek. W 2004 roku oraz dwa lata później wygrała irlandzki festiwal „Glinsk Song Contest”. Początkowo karierę zaczynała w rockowym zespole. W 2006 roku wydała EP 'Sorry'. Była nominowana do nagrody „The Virgin Media Music Awards 2008”. W 2012 roku urodziła córeczkę Aoife Belle, podczas ciąży brała udział w trasie koncertowej All Fired Up Tour.

### Vanessa White
Jest najmłodsza w zespole. Urodziła się 30 października 1989 roku w Yeovill w Somerset. Przez koleżankę z grupy, Rochelle Wiseman została opisana jako „Nasza Christina Aguilera – ale śmiesznie skromna”. Pojawiła się na deskach teatru w Wielkiej Brytanii.

### Frankie Bridge
Urodziła się 14 stycznia 1989 roku w Upminster gdzie również dorastała razem ze swoją starszą siostrą Victorią. Pierwsze sukcesy odnosiła w grupie 'S Club 8' znanej również jako 'S Club Juniors', która została założona w 2001 roku. Ma syna Parkera którego urodziła 18 października 2013 

### Rochelle Humes
Urodziła się 21 marca 1989 roku w mieście Romford. Jako dziecko była aktorką. Później podobnie jak Frankie Sandford śpiewała w grupie 'S Club 8'. Przed karierą w The Saturdays prowadziła program dla dzieci „Smile” w telewizji CBBC. 20 maja 2013 urodziła córkę Alaia-Mai. W 2007 roku brała udział w wyborach Miss Anglii .

## Dyskografia

### Albumy studyjne
- 2008: Chasing Lights
- 2009: Wordshaker
- 2011: On Your Radar
- 2013: Living for the Weekend

### Albumy kompilacyjne
- 2014: Finest Selection: The Greatest Hits

### Minialbumy
- 2010: Headlines!
- 2012: Chasing The Saturdays